# House of M
House of M is een achtdelig crossover-stripverhaal gepubliceerd door Marvel Comics in 2005. Het verhaal werd geschreven door Brian Michael Bendis, en getekend door Olivier Coipel. Het eerste deel verscheen in juni 2005, en was een vervolg op het verhaal Avengers Disassembled, waarin de mutant superheldin Scarlet Witch een mentale inzinking had en de realiteit probeerde te veranderen om haar verloren kinderen terug te krijgen. Ze maakte toen een realiteit waarin mutanten de dominante soort waren, en Magneto hun leider was.

## Introductie
De naam House of M slaat op de naam van Magneto’s koningshuis terwijl hij aan de macht was. House of M is vooral beroemd als verhaal vanwege het einde. Daarin liet Scarlet Witch namelijk 90% van alle mutanten in de wereld hun krachten verliezen.
Hoewel House of M was bedoeld als een X-Men-verhaal, breidde het zich al snel uit en verschenen er ook andere Marvel-strips die zich afspeelden in de House of M-realiteit.
Bendis, de hoofdschrijver van de House of M serie, maakte al bij het begin bekend dat de gebeurtenissen uit de serie een blijvend effect zouden hebben op het Marvel Universum, maar hield zijn mond over wat voor effecten precies. Daardoor gingen zich al snel geruchten ronde doen. De enorme terugdringing van de mutanten populatie was het enige gerucht dat waar bleek te zijn.

## Wereld van House of M
In tegenstelling tot bij voorgaande alternatieve tijdlijnen, zoals de “Days of Future Past” en de “Age of Apocalypse”, was de wereld van House of M vrijwel identiek aan de echte wereld.
In deze wereld werd Magneto in 1979 aangevallen door Sentinels (door de opschuivende tijdlijn waren er nog geen helden actief in dat jaar). Na de aanval ontmaskerde Magneto een grote anti-mutanten samenzwering. Het resultaat was dat Magneto het eiland Genosha en het leiderschap over alle mutanten in de wereld kreeg. Langzaam vormde hij een gemeenschap waarin mutanten alle macht in handen hadden, en mensen werden gezien als mindere wezens.

## Verhaal

### Deel #1
Het House of M verhaal begint waar "Avengers Disassembled" ophield. Scarlet Witch is door Dr. Strange in een coma gebracht om haar te kalmeren van haar mentale inzinking. Haar vader, Magneto, vraagt Charles Xavier om haar te helpen. Dit wil echter niet lukken, en Magneto geeft zichzelf de schuld van de toestand van zijn kinderen aangezien hij ze altijd heeft gebruikt om zijn eigen dromen en ambities waar te maken.
Om te beslissen wat er met Scarlet Witch moet gebeuren organiseert Charles Xavier een bijeenkomst van een aantal superhelden, waaronder The Avengers, de X-Men en enkele anderen. Al snel blijkt dat haar doden de enige manier om Scarlet Witch' destructieve neigingen te stoppen. Als bekend zou worden wat er met Scarlet Witch aan de hand is zou dat de relatie tussen mensen en mutanten alleen maar verslechteren. Buiten hun weten om luistert Quicksilver het gesprek af. Hij haast zich naar Genosha en waarschuwt Magneto, maar die ziet ook geen andere oplossing.
Xavier brengt de X-Men en Avengers naar Genosha, maar daar aangekomen blijkt Scarlet Witch verdwenen te zijn. Dan beginnen alle leden van de groep een voor een te verdwijnen, en wordt de wereld in een wit licht gehuld.

### Deel #2
Wanneer het licht verdwijnt blijkt de wereld te zijn veranderd. Spider-Man is getrouwd met Gwen Stacy in New York. Cyclops en Emma Frost zijn ook getrouwd. Dr. Strange is een psycholoog; Carol Danvers – eigenlijk bekend als Ms. Marvel—is nu Captain Marvel, Amerika’s meest geliefde superheld; Gambit is een crimineel; en Steve Rogers is een oude veteraan. Ook lijkt niemand zich iets te herinneren van hoe de wereld hoorde te zijn. Ondertussen wordt Wolverine, die nu het hoofd is van S.H.I.E.L.D. House of Magnus Red Guard, wakker in een helikopter naast Mystique. In tegenstelling tot de rest lijkt hij zich wel iets te herinneren.

### Deel #3
Wolverine haast zich naar buiten en ontdekt dat de Mutanten, nu bekend als “Homo superior”, de dominante soort zijn en de wereld overheersen.
Wolverine besluit Professor X op diens school te bezoeken, maar bij aankomst vindt hij alleen een familie die al 15 jaar in het landhuis waar de school hoorde te zitten woont, en niets weten van een Charles Xavier. Hij heeft ook al geen geluk met Peter Parker en Tony Stark. Uiteindelijk wordt hij door een voormalige teamgenoot, Luke Cage, meegenomen naar de schuilplaats van een groep genaamd de "Human Resistance Movement". Alsof de zaak nog niet vreemd genoeg is, wordt hij bedreigd door Hawkeye.

### Deel #4
Na maar net te zijn ontsnapt aan een aanval van Hawkeye en de Red Guard, onthult Wolverine aan de verzetsgroep de hele reeks van gebeurtenissen die hebben geleid tot deze alternatieve wereld: Scarlet Witch’ mentale inzinking, de moord op Hawkeye, Vision, Jack of Hearts en Ant-Man, en de opheffing van de Avengers. Wolverine concludeert dat zijn geheugenverlies als gevolg van zijn behandeling door Weapon X ertoe heeft geleid dat hij nog wel weet hoe de wereld hoorde te zijn. Ook komt hij met de theorie dat Magneto zijn dochter heeft gebruikt om iedereen te geven wat ze het liefste wilden, zodat hijzelf de wereldoverheersing kreeg. Op de vraag hoe Magneto wist wat iedereen wilde antwoordt Wolverine dat hij daarvoor waarschijnlijk Charles Xavier heeft gebruikt, aangezien die de gave heeft om gedachten te lezen.
Wolverine ontmoet al snel de jonge Layla Miller, een mutant met de gave om mensen de werkelijke wereld te tonen. Wolverine besluit om haar te gebruiken om al zijn oude teamgenoten weer aan zijn kant te krijgen en Magneto, samen met de rest van zijn House of M, te verslaan. Ze beginnen met Emma Frost.

### Deel #5
Achtereenvolgens worden Cyclops, Spider-Man, Shadowcat, Dr. Strange, Iron Man, She-Hulk, Daredevil, Rogue, Mystique, Nightcrawler, Toad en Spider-Woman er door Layla aan herinnerd dat de huidige realiteit niet de echte wereld is. Rogue, verward over deze onthulling, probeert Layla’s krachten te absorberen. Dit blijkt te veel voor haar, en Rogue laat per ongeluk meer mensen in haar omgeving de waarheid zien. Een van hen is Hawkeye, die hierdoor ook zijn eigen dood in de echte wereld herinnerd. Hij vlucht bij de groep weg door deze herinnering. De groep besluit om Captain America er ook bij te halen, maar al snel blijkt dat in deze realiteit Steve Rogers nooit is ingevroren gedurende de Tweede Wereldoorlog en nu dus ver in de tachtig is. Ondertussen, in Genosha, bezoekt Magneto, of Lord Magnus zoals hij nu wordt genoemd, een grafsteen met Charles Xaviers naam erop.

### Deel #6
De “ontwaakte” helden reizen met de S.H.I.E.L.D. helidrager naar Genosha. In Genosha ontvangt Magneto de vertegenwoordiger van Latveria -- Victor Von Doom. Er zal een groot evenement komen om de triomf van mutanten over mensen te vieren, waarvoor de House of M als gastheer zal optreden. De gasten op het feest zijn Koning T'Challa (ook bekend als de Black Panther) van de rijke Afrikaanse natie Wakanda, Koning van Latveria Victor Von Doom, Genis-Vell (een afgevaardigde van het Kree keizerrijk), Princess Ororo (ook bekend als Storm) van Kenia en Koning Namor the Sub-Mariner van het koninkrijk Atlantis. De House of M, bestaande uit Magneto, Scarlet Witch, Quicksilver, Polaris en Magneto’s twee kleinkinderen, wordt geïntroduceerd. Tijdens het feest arriveert de S.H.I.E.L.D helidrager en een gevecht tussen de helden en de aanwezige gasten barst los. Wanneer Emma Frost en de mutant Cloak het graf van Charles Xavier opzoeken, ontdekt Cloak dat het graf leeg is.

### Deel #7
Tijdens het gevecht zoekt Dr. Strange Scarlet Witch op, en vraag haar wat de reden is dat ze dit alles gedaan heeft. Ze geeft hem het antwoord in de vorm van een flashback waarin te zien is hoe Quicksilver Magneto confronteerde met het feit dat de Avengers en de X-Men Scarlet Witch wilden doden. Het blijkt dat Quicksilver verantwoordelijk was voor de creatie van deze wereld, doordat hij Scarlet Witch overtuigde een wereld te maken waarin iedereen gelukkig zou zijn. Emma Frost vraagt Scarlet Witch wat er met Charles Xavier is gebeurd, maar voor ze kan antwoorden wordt ze aangevallen door Hawkeye, die een verklaring eist voor zijn dood in de echte wereld. Hij wordt een tweede maal gedood door een van Scarlet Witch’ kinderen.
Magneto confronteert Emma Frost en Layla Miller, die Magneto de waarheid vertellen over deze realiteit en wie erachter zit. Woedend valt Magneto zijn zoon Quicksilver aan en doodt hem bijna. Op het laatste moment komt Scarlet Witch tussenbeide en geneest hem. Daarna confronteert ze Magneto met het feit wat voor vreselijke man hij is. Ervan overtuigd dat Magneto’s gedrag en al hun problemen te wijten zijn aan het feit dat ze mutanten zijn neemt Scarlet Witch een drastische beslissing. Met de vier woorden "Daddy... No More Mutants" (in het Nederlands: Pappa... geen mutanten meer), begint alles om hen heen af te brokkelen en wordt de wereld weer in wit licht gehuld.

### Deel #8
Nadat het licht is opgetrokken lijkt alles weer normaal te zijn. Layla Miller denkt dat alles een rare droom was waarin ze een belangrijke rol speelde. Peter Parker, samen met enkele Avengers, probeert de gebeurtenissen op een rijtje te zetten. Sommigen herinneren zich nog wat is gebeurd, maar anderen niet. Dan komt Dr. Strange met het bericht dat de House of M echt plaatsgevonden heeft, en dat de gevolgen wereldwijd merkbaar beginnen te worden.
Buiten Xaviers school wordt Emma Frost wakker. In de school ontdekken meer en meer studenten dat ze hun krachten kwijt zijn. Emma gebruikt cerebro, en ontdekt dat over de hele wereld mutanten hun krachten verliezen. Ook Wolverine ontwaakt, en herinnert zich alles over zijn verleden.
Wanhopig op zoek naar antwoorden vliegen de X-Men naar Genosha om Magneto te confronteren. Bij aankomst blijkt ook hij zijn krachten te hebben verloren. In plaats van hem te doden, besluit Wolverine Magneto in leven te laten zodat hij als normaal mens verder moet leven.
Wat precies de oorzaak is dat zoveel mutanten machteloos zijn geworden weet niemand. Xavier is nog steeds vermist, en Scarlet Witch nu ook. Henry Pym komt met de stelling dat alle mutantenkrachten niet zomaar verdwenen kunnen zijn. Ze moeten ergens zijn opgeslagen. Volgens hem brengt elke actie een tegenovergestelde reactie met zich mee. De vraag is alleen, wat zal de reactie op dit alles zijn?

## Decimation
De House of M verhaallijn had serieuze gevolgen voor het Marvel Universum. De grootste tot nu toe is de terugdringing van de mutantenpopulatie van miljoenen naar enkele honderden. Deze gebeurtenis staat in de strips bekend als Decimation of M-Day.
De reactie van de fans op deze gebeurtenis is gemengd. Een punt van kritiek was dat hoewel wereldwijd 91.4% van alle mutanten machteloos werden, vrijwel alle vaste personages hun krachten hebben behouden. De enige twee vaste X-Men die zijn getroffen door de decimation zijn Polaris en Professor X. Ook de X-Mens vaste vijand Magneto verloor zijn krachten.
Andere consequenties waren de verdwijning van Charles Xavier (tot zijn terugkeer in “Deadly Genesis”), Scarlet Witch, en Quicksilver. Het feit dat Wolverine zich zijn verleden weer herinnert zal een serieuze verandering in zijn status met zich meebrengen.

## Strips in de serie
House of M breidde zich al snel uit tot voorbij de strips waar het verhaal oorspronkelijk voor was geschreven. De volgende strips bevatten ook verhalen die zich afspeelden binnen de House of M realiteit:
- House of M #1
- House of M #2
- House of M #3
- House of M #4
- House of M #5
- House of M #6
- House of M #7
- House of M #8
- Spider-Man: House of M #1
- Spider-Man: House of M #2
- Spider-Man: House of M #3
- Spider-Man: House of M #4
- Spider-Man: House of M #5
- Fantastic Four: House of M #1
- Fantastic Four: House of M #2
- Fantastic Four: House of M #3
- Incredible Hulk #83
- Incredible Hulk #84
- Incredible Hulk #85
- Incredible Hulk #86
- Iron Man: House of M #1
- Iron Man: House of M #2
- Iron Man: House of M #3
- Mutopia X #1
- Mutopia X #2
- Mutopia X #3
- Mutopia X #4
- Uncanny X-Men #462
- Uncanny X-Men #463
- Uncanny X-Men #464
- Uncanny X-Men #465
- MK Wolverine #33
- MK Wolverine #34
- MK Wolverine #35
- New X-Men #16
- New X-Men #17
- New X-Men #18
- New X-Men #19
- Exiles #69
- Exiles #70
- Exiles #71
- Excalibur #13
- Excalibur #14]
- Secrets of the House of M #1
- The Pulse: House of M Special Edition #1
- Black Panther #7
- Captain America #10
- New Thunderbolts #11
- The Pulse #10
- Cable/Deadpool #17